# 暖泉站
暖泉站位于中华人民共和国宁夏回族自治区银川市贺兰县洪广镇，建于1958年，是包兰铁路上的一个铁路车站，现办理客货运业务，车站及其上下行区间均为电气化区段。车站距离包头站480公里，隶属中国铁路兰州局集团银川车务段，是四等站。